# معتمدية تاكلسة
معتمدية تاكلسة إحدى معتمديات الجمهورية التونسية، تابعة لولاية نابل. تعتبر تاكلسة من المناطق الفلاحية بامتياز وعلى غرار ذلك تحتوي معصرتا لرحيي زيت الزيتون المعد للتصدير حيث تشهد المنطقة نقلة نوعية في نوع الغراسات بالإضافة إلى مراعي خصبة لتربية الماشية، ناهيك عن الفلاحة الموسيمية.
ترتبط بالأساس بالطريق المباشر مع الهوارية و قليبية و كركوان. وبعدها عن قربص.أقل من ثماني كيلومترات
تظم كل من عمادة
بدار
بير مروة
الرمل
سد حمام
سيدي عيسا